# Amarante réfléchie

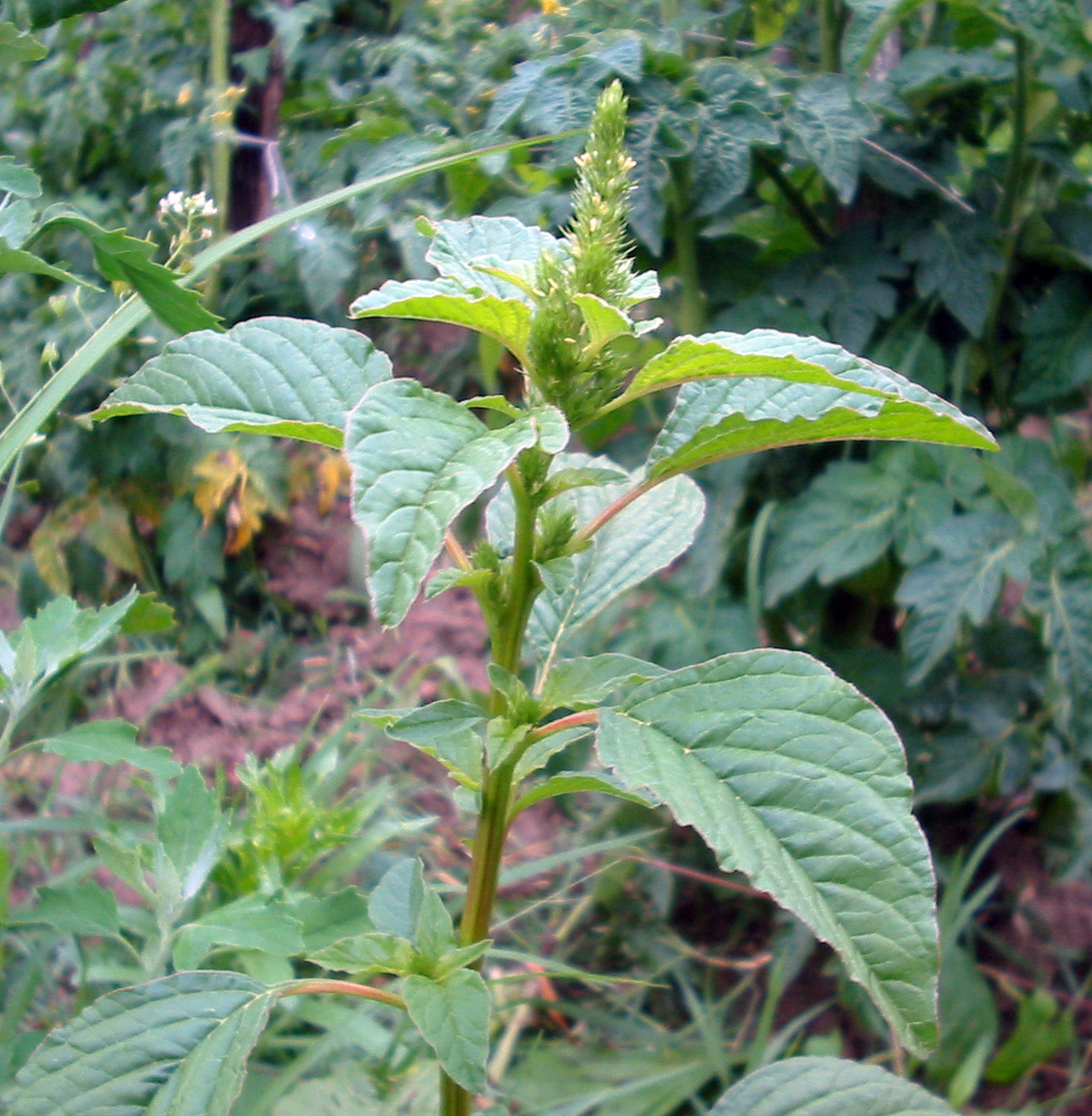
Amaranthus retroflexus.

Amaranthus retroflexus
Espèce
Classification phylogénétique
L'Amarante réfléchie (Amaranthus retroflexus) est une espèce de plantes herbacées annuelles de la famille des Amaranthacées selon la classification phylogénétique APG III (2009) ou des Chénopodiacées selon la classification classique de Cronquist (1981).

## Description
Plante annuelle de 20 à 90 cm de hauteur.
Les tiges et rameaux sont poilus. La tige est souvent rougeâtre. Feuilles vert clair, au limbe ovale ou en losange, alternes, longuement pétiolées en bas de la plante. Les pétioles se raccourcissent vers le sommet.
Fleurs minuscules toujours vertes en épis denses et courts presque sans feuilles. Bractéoles rigides et pointues.
Racine pivotante développée. Les fruits sont ovoïdes, plus longs que le calice persistant et renferment des petites graines noires et luisantes.

### Caractéristiques
- Organes reproducteurs
  - Couleur dominante des fleurs : vert
  - Période de floraison : août-novembre
  - Inflorescence : épi simple
  - Sexualité : monoïque
- Graine
  - Dissémination : épizoochore
- Habitat et répartition
  - Habitat type : friches annuelles, nitrophiles, thermophiles
  - Aire de répartition : cosmopolite

## Utilisations
Les feuilles et les tiges de cette plante sont consommées comme un légume dans différents endroits du monde. Les graines peuvent être grillées légèrement, puis moulues et mélangées à de la farine pour en faire des bouillies, des galettes ou du pain.
Aucune espèce du genre Amaranthus n'est connue pour être toxique à faible dose, mais les feuilles contiennent de l'acide oxalique et peuvent contenir des nitrates si elles sont cultivées dans des sols riches en nitrates. L'eau de cuisson ne doit pas être consommée après usage, mais peut être utilisée comme engrais.
A. retroflexus a été utilisée pour une multitude de fins alimentaires et médicinales par de nombreux groupes amérindiens.

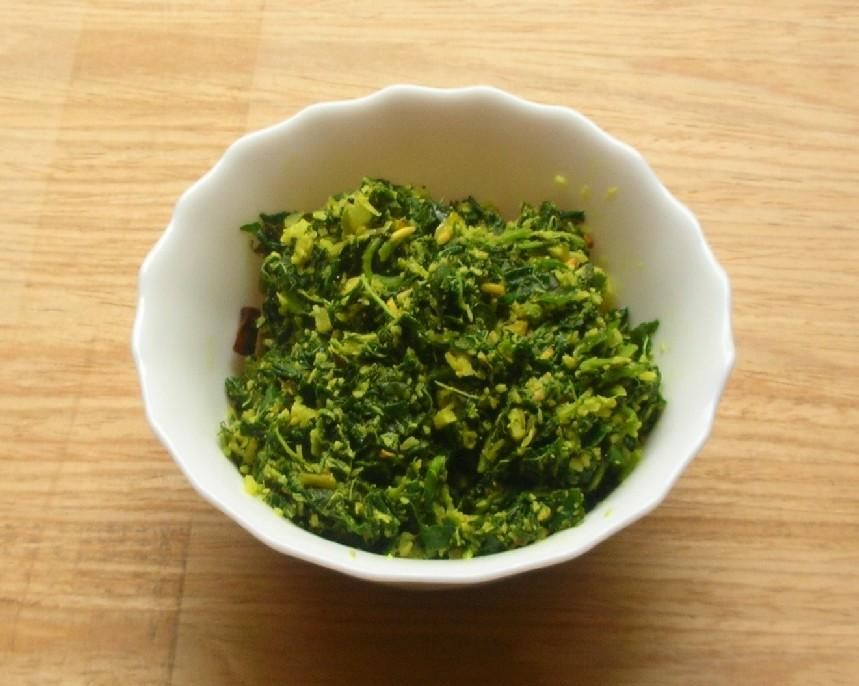
Thoran

Elle est également utilisée dans l'état indien du Kerala pour préparer un plat populaire connu sous le nom de Thoran en combinant les feuilles finement découpées avec de la noix de coco râpée, des piments, de l'ail, du curcuma. Les graines sont comestibles crues ou grillées, et peuvent être broyées en farine et utilisés pour le pain, les céréales ou en tant qu'agent épaississant.
On appelle aussi cette plante "l'herbe à cochons" car on peut l'utiliser en fourrage pour cochons mais à faible dose et non quotidiennement en raison des problèmes qu'elle peut causer aux reins. Toutefois, en faible quantité, ce fourrage a un apport nutritionnel exceptionnel.